# Boris Sergejewitsch Mesenzew
Boris Sergejewitsch Mesenzew (russisch Борис Сергеевич Мезенцев; * 26. Julijul. / 8. August 1911greg. in Tula; † 18. November 1970 in Moskau) war ein russischer Architekt und Hochschullehrer.

## Leben
Mesenzew absolvierte die Berufsschule der Moskau-Kursk-Eisenbahn und arbeitete dann als Lokomotivschlosser. Nach dem Abschluss der RabFak für Architektur studierte er 1929–1935 am Moskauer Architektur-Institut (MArchI). Er blieb dann dort als Lehrender. Er war Aspirant an der Akademie der Architektur und stand in Kontakt mit Leonid Iljitsch Batalow, Dmitri Iwanowitsch Burdin, Grigori Alexejewitsch Sacharow, Leonid Nikolajewitsch Pawlow und Juri Nikolajewitsch Schewerdjajew. Im Frühjahr 1941 verteidigte Mesenzew als einer der ersten sowjetischen Architekten seine Kandidat-Dissertation über die Entwicklung des russischen Theaterbaus im 18. und 19. Jahrhundert mit einem Theaterprojekt für den Moskauer Puschkinplatz.
Nach dem Deutsch-Sowjetischen Krieg war Mesenzew am Wiederaufbau der zerstörten Städte beteiligt. Nach seinen Projekten wurden 1946–1951 die Bahnhöfe in Wizebsk, Smolensk, Borodino, Jarzewo und Charkiw gebaut. 1949–1953 erstellte er zusammen mit Alexei Nikolajewitsch Duschkin das Projekt für das Moskauer Hochhaus am Roten Tor für das Transportministerium. Dazu wurden in Moskau nach Projekten Mesenzews der Palast der Schwerathletik und ein Gebäude für die Akademie der Wissenschaften gebaut. 1952–1959 baute er das Verwaltungsgebäude der Moskauer Stadtpolizei in der Uliza Petrowka 38/1 um. Seit 1951 leitete er das Werkstattinstitut des MosProjekt, das 1954–1961 den neuen Moskauer Südwest-Rajon projektierte. 1960 schloss er sich mit Alexander Wassiljewitsch Wlassow, Iossif Ignatjewitsch Loweiko und Michail Wassiljewitsch Possochin zu einer Gruppe für die Entwicklung eines Projekts für den Bau des Palasts der Sowjets auf den Leninbergen zusammen.
1964 wurde Mesenzew Direktor und Planungsleiter des neuen Zentralen Forschungs- und Projektierungsinstituts für Objekte der Kultur, der Erholung, des Sports und der Gesundheitspflege. Zu seinen Mitarbeitern gehörten Jewgeni Grigorjewitsch Rosanow und Mark Petrowitsch Bubnow. Auf der Basis der Erfahrungen bei den Projektierungen des Südwest-Rajons und der Zentren von Perm, Taschkent (1965–1968) und Tomsk entwickelte Mesenzew neue Städtebaukonzepte, worauf er zum Doktor der Architektur promoviert wurde. 1969 folgte die Ernennung zum Professor. Eines seiner letzten Werke war das Lenin-Museum in Uljanowsk (1967–1970).
Neben seiner Berufsarbeit betätigte sich Mesenzew als talentierter Landschaftsmaler.
Mesenzew wurde auf dem Moskauer Nowodewitschi-Friedhof begraben. Seit 1974 trägt das Zentrale Forschungs- und Projektierungsinstitut für Objekte der Kultur, der Erholung, des Sports und der Gesundheitspflege Mesenzews Namen.

## Ehrungen, Preise
- Medaille „Für heldenmütige Arbeit im Großen Vaterländischen Krieg 1941–1945“
- Orden des Roten Banners der Arbeit
- Stalinpreis II. Klasse (1949) für das Transportministerium-Hochhaus[2]
- Verdienter Architekt der RSFSR (1969)[2]
- Leninpreis (1972 postum)[2]

## Werke

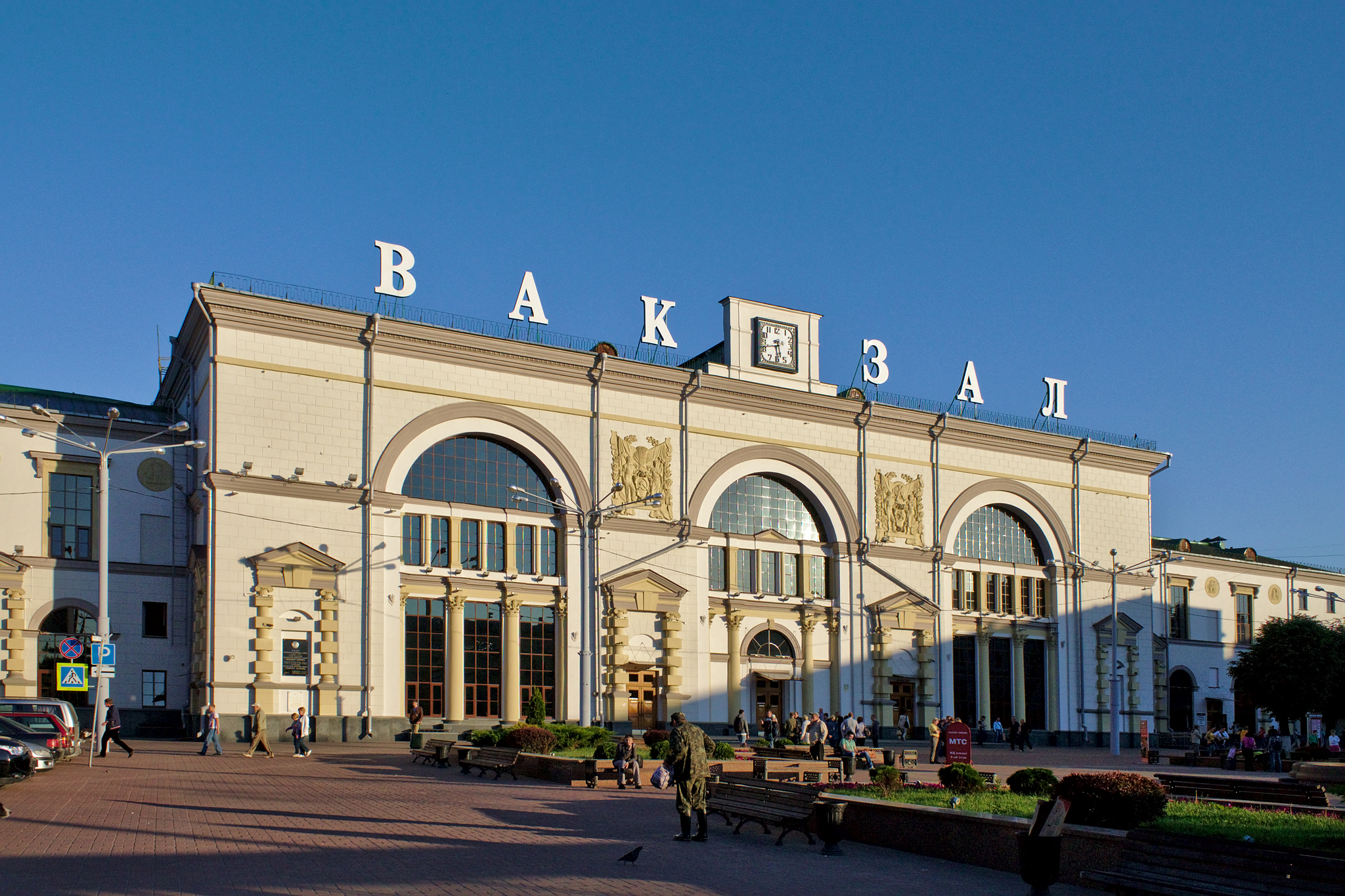
Bahnhof Wizebsk
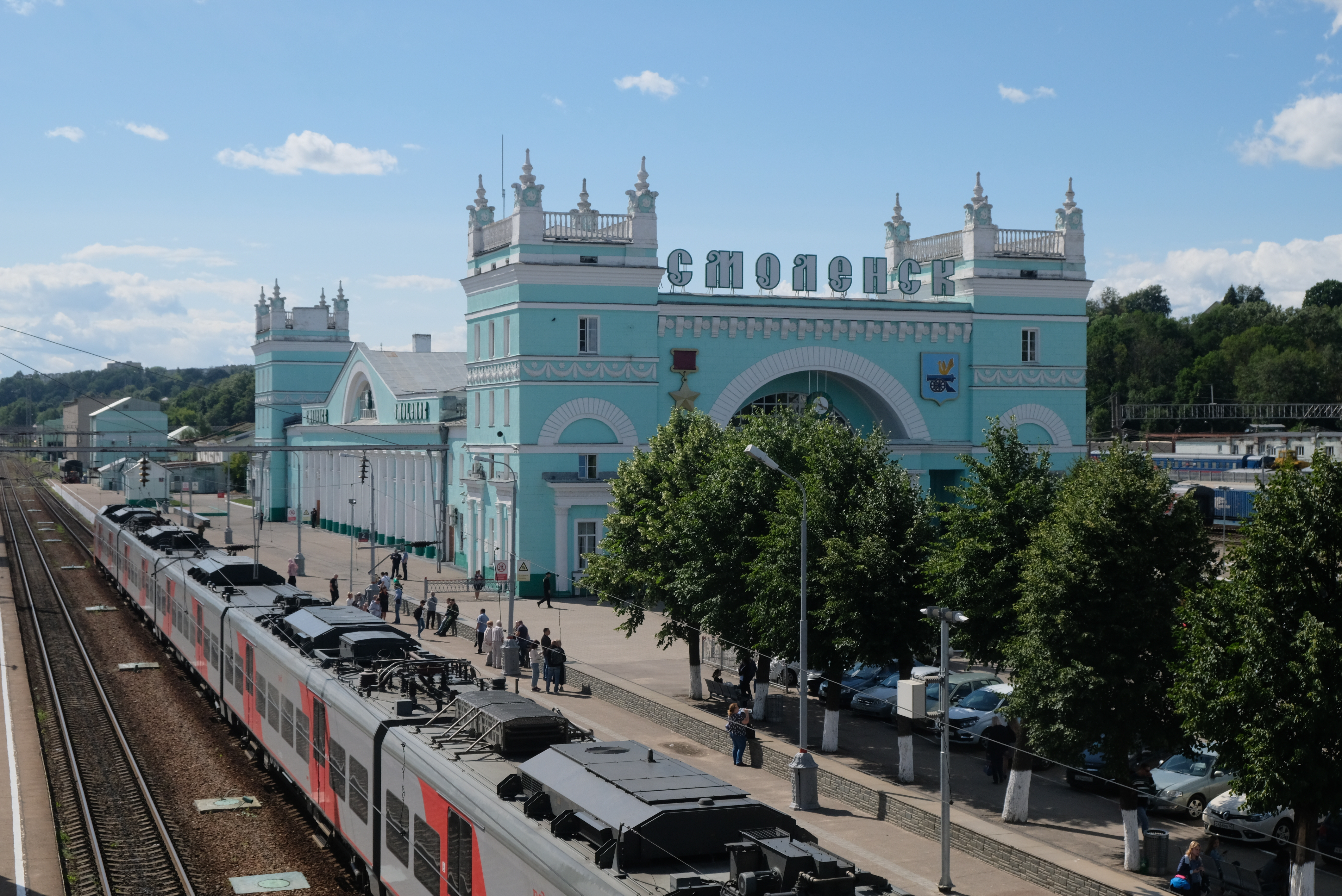
Bahnhof Smolensk
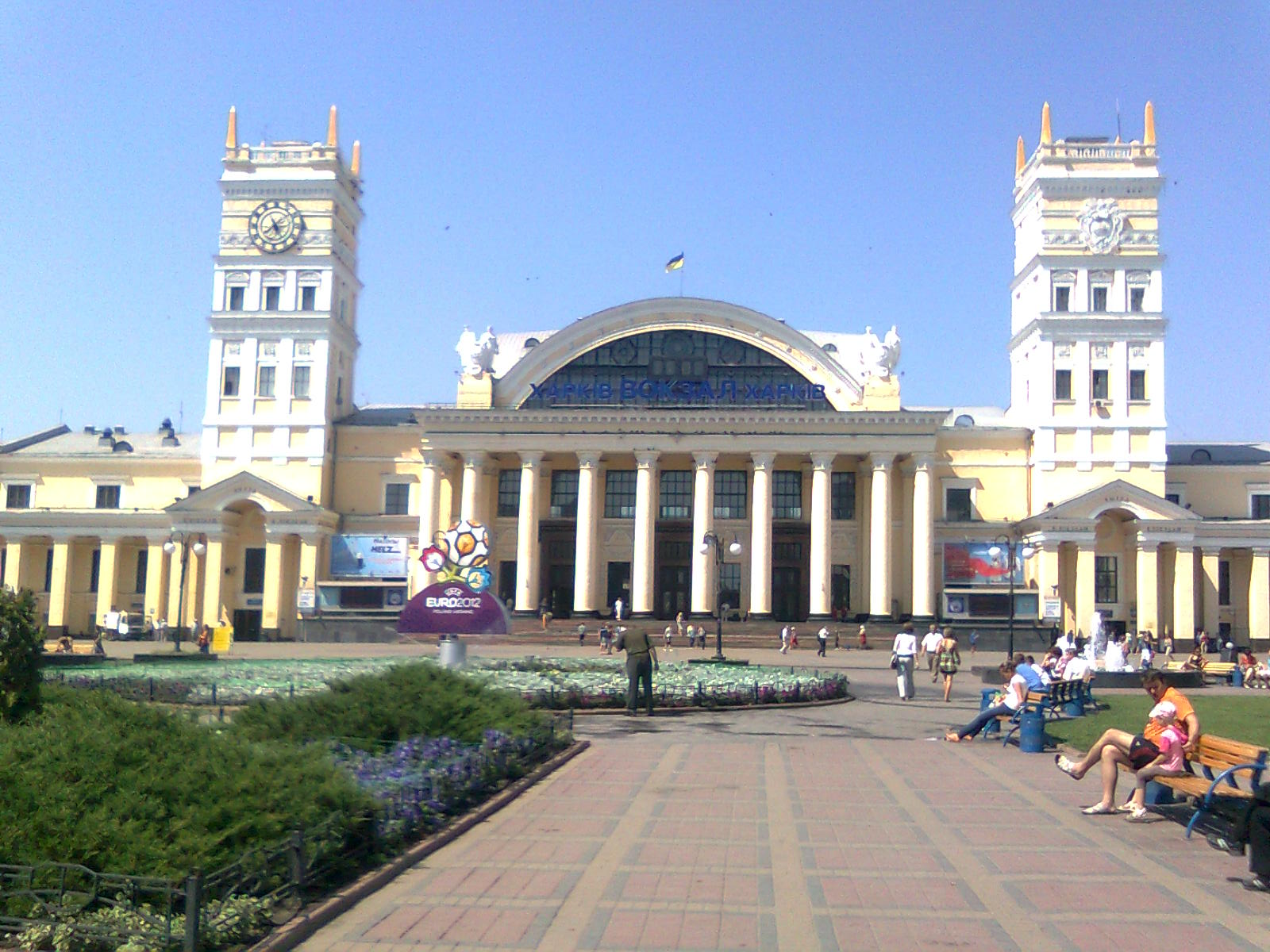
Bahnhof Charkiw
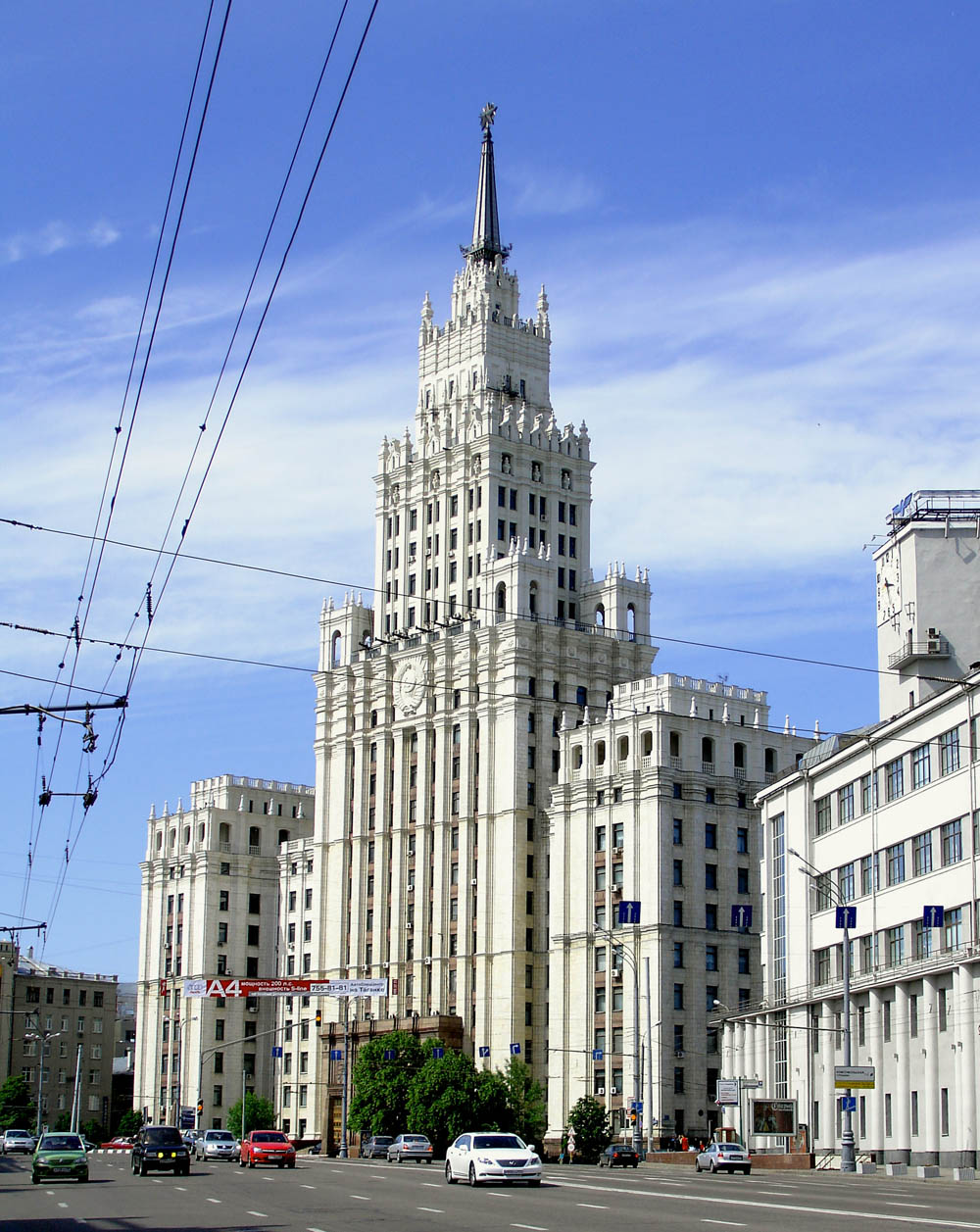
Hochhaus am Roten Tor, Moskau
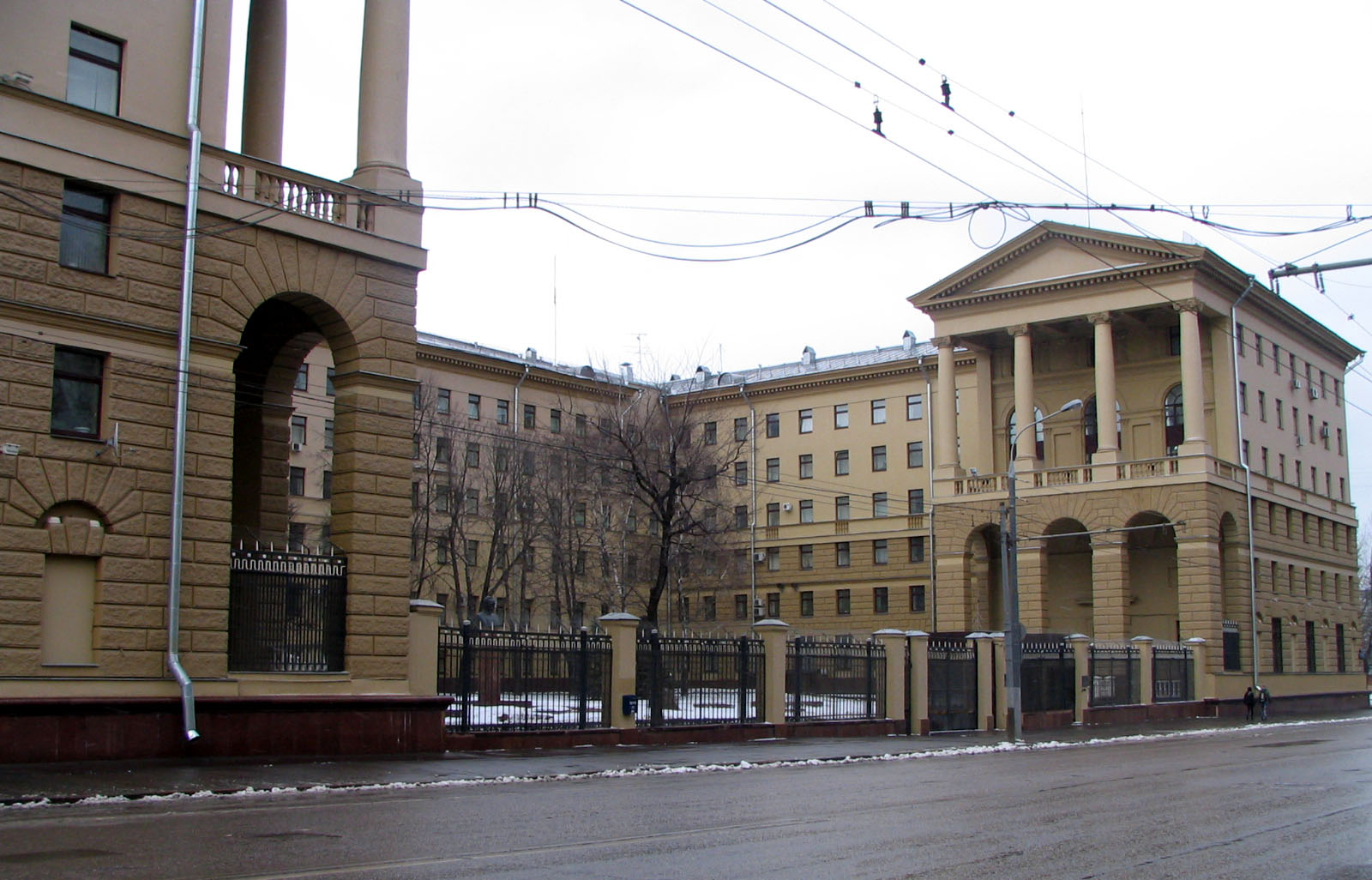
Verwaltungsgebäude, Uliza Petrowka 38/1, Moskau
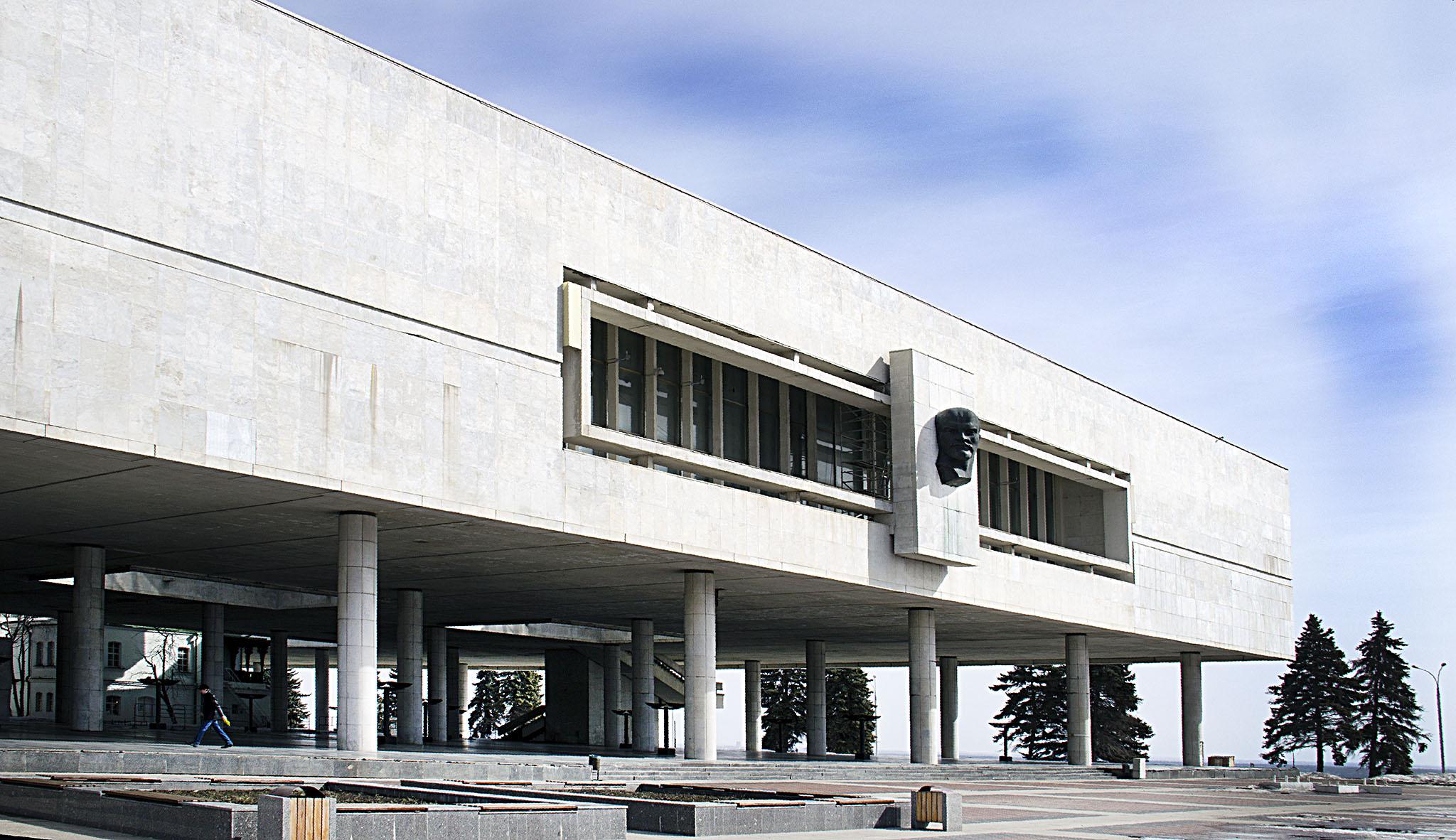
Leninmuseum, Uljanowsk